# Широко шагая (фильм, 2004)
«Широко шагая» (англ. Walking Tall) — американский боевик 2004 года режиссёра Кевина Брэя. Ремейк одноимённого фильма 1973 года, в котором снялись Дуэйн Джонсон и Джонни Ноксвилл.

## Сюжет
Сержант подразделения спецназа армии США в отставке Крис Вон после восьмилетней службы возвращается в родной город в округе Китсап, штат Вашингтон, собираясь наладить семейный бизнес на лесопилке. Однако за время его службы в городе многое изменилось. Это местечко, в своё время уютное и спокойное, теперь кишит насилием и переполнено наркотиками. Уголовный террор и коррупция стали обычным делом. За всем этим стоит хозяин нового казино Джей Гамильтон, в своё время друживший с Крисом. Теперь он со своими подручными хозяйничает в городе, манипулируя всеми из своего заведения, в котором прежняя подружка Криса Дени работает стриптизёршей. После того, как Криса обманывают и избивают охранники в казино, он жаждет мести и справедливости. Криса, отлично подготовленного к битве с насилием гангстеров, избирают шерифом.
Первым делом Крис навязывает войну Гамильтону, устраивая допросы его дельцам. Такой ход событий заставляет Джея убедиться, что с бунтовщиком невозможно наладить партнёрских отношений или подкупить его. Тогда он прикладывает все усилия, чтобы запугать Криса. Он подсылает убийц в родной дом Криса и в полицейский участок, где Крис находился вместе с Дени, охраняя одного из дельцов Джея. Разобравшись с убийцами, Крис находит лабораторию Джея на лесопилке, а следом и самого Джея. Битва двух непримиримых соперников завершается победой Криса.
В основе фильма частично вымышленная история шерифа Бьюфорда Пуссера из округа Мак-Нэри, штат Теннесси.

## В ролях
| Актёр           | Роль                         |
| --------------- | ---------------------------- |
| Дуэйн Джонсон   | Кристофер (Крис) Вон-младший |
| Джонни Ноксвилл | Рэй Темплетон                |
| Нил Макдонаф    | Джей Гамильтон               |
| Коби Смолдерс   | девушка в машине Джея        |
| Майкл Боуэн     | шериф Стэн Уоткинс           |
| Кристен Уилсон  | Мишель                       |
| Кевин Дюранд    | Бут                          |
| Барбара Тарбак  | Конни                        |
| Джон Бисли      | Крис                         |
| Эшли Скотт      | Дени                         |

## Отзывы критиков
Фильм получил смешанные отзывы критиков и зрителей. На основе 136 рецензий, собранных агрегатором кинорецензий Rotten Tomatoes, 26 % критиков дали фильму «Широко шагая» положительную оценку со средним рейтингом 5,4/10. Metacritic поставил фильму 44 балла на основе 31 рецензии, что означает «смешанные или средние отзывы».